# Alchemilla ursina
Alchemilla ursina é uma espécie de rosácea do gênero Alchemilla, pertencente à família Rosaceae.